# Barna Occhini
Barna Occhini, all'anagrafe Carlo Luigi Occhini (Arezzo, 8 giugno 1905 – Arezzo, 16 settembre 1978), è stato uno scrittore, storico dell'arte e giornalista italiano.

## Biografia
Di famiglia aristocratica, era figlio del senatore Pier Ludovico Occhini e di Maria Luisa Tettamanzi. Aveva tre fratelli: Manfredi, Oddo e Lamberto. Assunse il nome Barna in omaggio all'omonimo pittore trecentesco Barna da Siena, presunto autore di un ciclo di affreschi nella collegiata di San Gimignano.
Dopo gli iniziali studi di Giurisprudenza, preferì dedicarsi all'attività letteraria e giornalistica collaborando alle maggiori riviste dell'ambiente culturale toscano della sua epoca, tra cui «Il Frontespizio», di cui diverrà caporedattore, e fondandone altre come Italia e Civiltà (1944), pubblicata a Firenze negli anni dell'occupazione tedesca.
A questa rivista collaborarono il filosofo Giovanni Gentile, il geografo Giotto Dainelli, un giovanissimo Giovanni Spadolini, il futurista Primo Conti, il pittore Enrico Sacchetti e il giovane giurista Silvano Tosi. L'adesione alla Repubblica di Salò costò a Occhini l'accusa di collaborazionismo e la reclusione nel campo di prigionia di Collescipoli, nei pressi di Terni.
Nel 1932 sposò Gioconda Papini, figlia dello scrittore Giovanni Papini, che morì di cancro nel 1954 e dalla quale ebbe la figlia Ilaria, nota attrice.
Nel dopoguerra fondò e diresse le Edizioni L'Arco (1947) e continuò l'intensa collaborazione con la cerchia degli scrittori toscani: da Ardengo Soffici a Piero Bargellini. Fondò inoltre con Sigfrido Bartolini la rivista «Totalità» (1966-1968), che intese raccogliere l'eredità delle riviste fiorentine d'inizio secolo; ad essa collaborarono tra gli altri Giano Accame, Julius Evola, Fausto Gianfranceschi e Vintilă Horia.

## Opere principali
- L'Arte classica e l'Arte italiana, Torino, Paravia, 1940-47.
- Antologia di "Italia e Civiltà", Roma, Volpe, 1971.
- Mosca-Leningrado. Grandezze e miserie, Roma, Volpe, 1972.
- Lettera a te, Firenze, Le Lettere, 2002.

Epistolari
- Barna Occhini, Giovanni Papini. Carteggio 1939, a cura di Simonetta Bartolini, Edizioni di Storia e Letteratura, 2002 ISBN 978-88-84980472